# Hermann Kaulbach

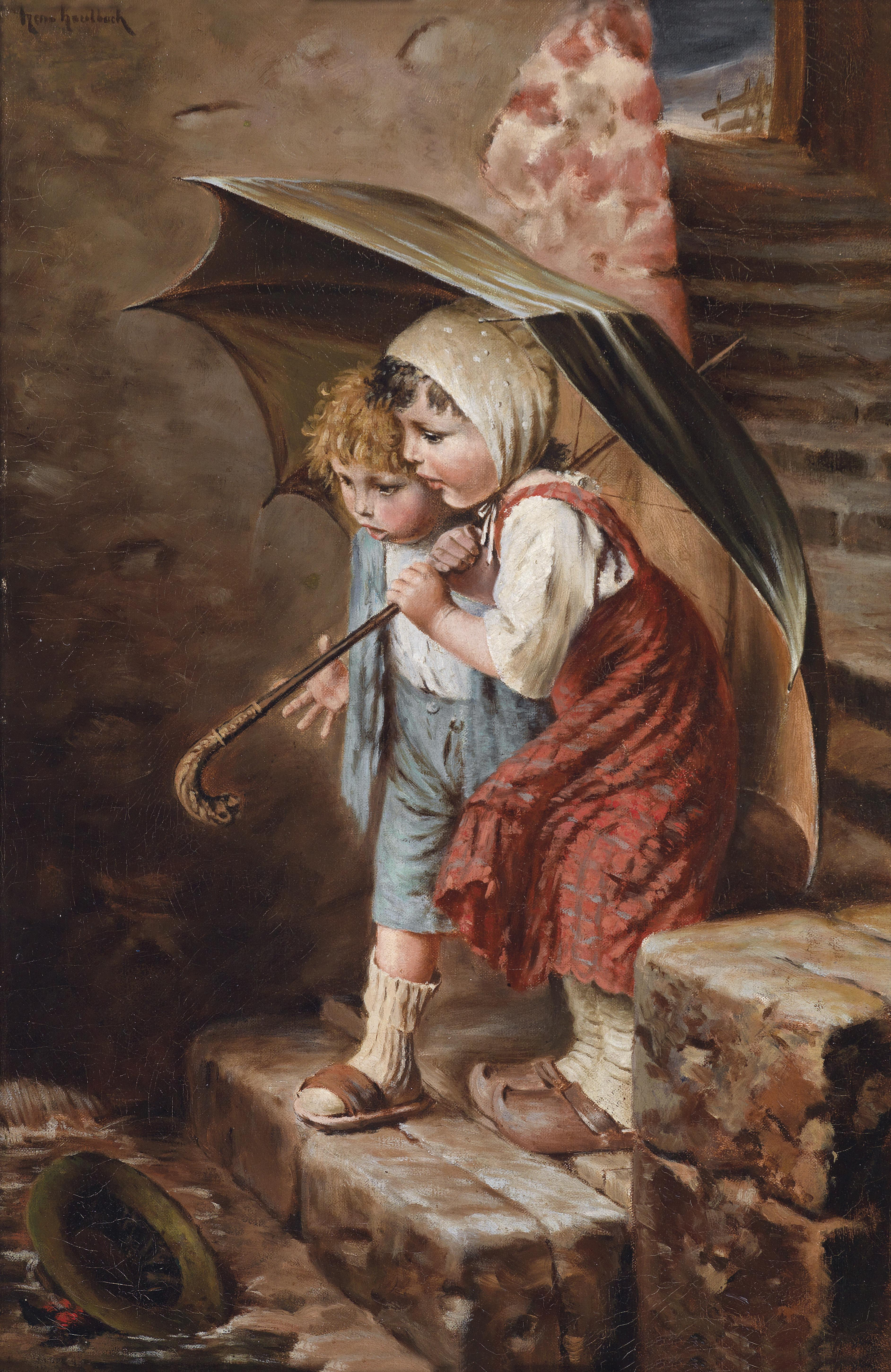
Die Überraschung
(La sorpresa, 1906?)

Hermann Kaulbach (alemany: Hermann von Kaulbach)  (Múnic, 26 de juliol de 1846 - Múnic, 9 de desembre de 1909) va ser un pintor alemany de l’Escola de Múnic.

## Biografia
Kaulbach era fill del pintor Wilhelm von Kaulbach. Originalment era estudiant de medicina a la Universitat Ludwig Maximilian de Múnic, però, potser inspirat pel seu pare, va deixar l'escola per estudiar pintura. El 1867, esdevingué alumne de Carl Theodor von Piloty. Sota la seva influència, Kaulbach es va dedicar gairebé totalment a temes històrics. Finalment, però, es va fer més conegut pels seus retrats de nens. Va fer dos viatges d'estudis a Roma, el 1880 i el 1891. El 1886, va ser nomenat professor de pintura d'història a l'Acadèmia de Belles Arts de Munic. El 1906 va publicar un llibre d'imatges, amb els nens com a motiu, que va vendre 135.000 exemplars.
Estava casat amb Sophie Schroll, filla d'un gravador, i van tenir tres fills. Moltes de les seves obres es troben exposades al Museu de Bad Arolsen (el lloc de naixement del seu pare). Les seves cartes i altres documents es troben a la col·lecció de l'Arxiu de Literatura Alemanya (part del Museu de Literatura Moderna) de Marbach am Neckar. Està enterrat a l’Alter Südfriedhof de Múnic.

## Crítica
Tot i que la seva obra va tenir una bona acollida en general, de tant en tant va ser criticat per prestar massa atenció als detalls, tot i que no tenia la importància del tema principal de la pintura. El seu retrat de Lucrècia Borja va crear una polèmica perquè es considerava massa lasciva, i la seva versió de la Coronació de Santa Isabel per l'emperador Frederic II va ser rebutjada per alguns crítics com a pintura de vestuari.

## Obres principals
- Hansel und Gretel bei der Hexe ('Hansel i Gretel amb la bruixa'; 1872, a la Galeria Municipal, Riga)[5]

- Mozarts Letzte Tage ('Els últims dies de Mozart'; 1878, a la Galeria Municipal, Viena)[5]

- Retrat d’Anton Bruckner, (1885, a l'Oberösterreichischen Landesmuseum – Schlossmuseum, Linz)

- Krönung der heiligen Elisabeth del Kaiser Friedrich II ('Coronació de Santa Elisabet per l'emperador Frederic II'; 1886, al Museu de Wiesbaden)[5]

- An der Grabstätte des Freundes ('A la tomba d'un amic'; 1888, a la Neue Pinakothek, Múnic)[5]

## Publicacions
- Hermann Kaulbach: Bilderbuch. Mit 45 Bildern von Professor Hermann Kaulbach in München und einem Porträt des Künstlers (Text d'Adelheid Stier), Union Deutsche Verlagsgesellschaft, Primera edició, 1906